# Black Velvet (chanson)
Pour les articles homonymes, voir Black Velvet.
Singles de Alannah Myles
Love Is
(1989) Still Got This Thing
(1990)
Black Velvet est une chanson écrite et composée par David Tyson et Christopher Ward et interprétée par la chanteuse de rock canadienne Alannah Myles. Sortie en single le 26 juillet 1989 au Canada, elle est extraite de l'album Alannah Myles.
Elle sort aux États-Unis en décembre 1989, puis ailleurs dans le monde en 1990.
Elle se classe en tête du Billboard Hot 100 et obtient un succès international.
Les paroles contiennent plusieurs références à Elvis Presley. 

## Distinctions
Black Velvet reçoit le Prix Juno du Single de l'année en 1990.
Grâce à son interprétation, Alannah Myles remporte le Grammy Award de la meilleure prestation vocale rock féminine en 1991.
Nominations pour le MTV Video Music Award du meilleur nouvel artiste et le MTV Video Music Award de la meilleure vidéo féminine en 1990.

## Classements hebdomadaires
| Classement (1989-1991)                 | Meilleure position |
| -------------------------------------- | ------------------ |
| Allemagne (GfK Entertainment)          | 2                  |
| Australie (ARIA)                       | 3                  |
| Autriche (Ö3 Austria Top 40)           | 2                  |
| Belgique (Flandre Ultratop 50 Singles) | 2                  |
| Canada (RPM 100 Singles)               | 10                 |
| États-Unis (Billboard Hot 100)         | 1                  |
| États-Unis (Mainstream Rock Songs)     | 1                  |
| France (SNEP)                          | 24                 |
| Irlande (IRMA)                         | 4                  |
| Italie (FIMI)                          | 45                 |
| Norvège (VG-lista)                     | 1                  |
| Nouvelle-Zélande (RMNZ)                | 2                  |
| Pays-Bas (Nederlandse Top 40)          | 3                  |
| Pays-Bas (Single Top 100)              | 3                  |
| Royaume-Uni (UK Singles Chart)         | 2                  |
| Suède (Sverigetopplistan)              | 1                  |
| Suisse (Schweizer Hitparade)           | 1                  |

| Classement (2010)      | Meilleure position |
| ---------------------- | ------------------ |
| Danemark (Tracklisten) | 29                 |

| Classement (2012)              | Meilleure position |
| ------------------------------ | ------------------ |
| Royaume-Uni (UK Singles Chart) | 61                 |

## Certifications
| Pays              | Certification | Unités certifiées |
| ----------------- | ------------- | ----------------- |
| Allemagne (BVMI)  | Or            | 250 000           |
| Australie (ARIA)  | Platine       | 70 000            |
| Autriche (IFPI)   | Or            | 25 000            |
| Danemark (IFPI)   | Or            | 45 000            |
| États-Unis (RIAA) | Or            | 500 000           |
| Royaume-Uni (BPI) | Platine       | 600 000           |
| Suède (GLF)       | Or            | 25 000            |

## Reprises
Black Velvet a été reprise en 1990 par le chanteur de musique country Robin Lee Bruce (en), par la chanteuse écossaise Sandi Thom ou encore le groupe de heavy metal canadien Kobra and the Lotus, et a été adaptée en plusieurs langues.